# Oblast' autonoma dell'Ossezia Settentrionale
L'oblast' Autonoma dell'Ossezia settentrionale esistette dal 1924 al 1936. Secondo il censimento sovietico del 1926 aveva una popolazione di 152.435 abitanti. Fu elevata a Repubblica Socialista Sovietica Autonoma dell'Ossezia Settentrionale nel 1936.